# Zidane Iqbal
Zidane Aamar Iqbal (en árabe: زيدان عمار إقبال‎; Mánchester, 27 de abril de 2003) es un futbolista iraquí, de origen británico, que juega en la demarcación de centrocampista para el F. C. Utrecht de la Eredivisie de los Países Bajos.

## Trayectoria
Tras formarse en las categorías inferiores del Manchester United F. C., finalmente el 8 de diciembre de 2021 debutó con el primer equipo en la Liga de Campeones de la UEFA contra el BSC Young Boys que finalizó con un resultado de empate a uno tras el gol de Mason Greenwood para el Manchester, y de Fabian Rieder para el Young Boys.
El 26 de junio del 2023 hizo oficial que dejaría Mánchester para dirigirse al conjunto neerlandés F. C. Utrecht.

## Estadísticas

### Clubes
Actualizado al último partido disputado el 20 de diciembre de 2023.
| Manchester United F. C. Inglaterra | 1.ª           | 2021-22       | 0 | 0 | 0 | 0 | 1 | 0 | 1 | 0 |
| Manchester United F. C. Inglaterra | Total club    | Total club    | 0 | 0 | 0 | 0 | 1 | 0 | 1 | 0 |
| F. C. Utrecht · Países Bajos | 1.ª           | 2023-24       | 4 | 0 | 1 | 0 | 0 | 0 | 5 | 0 |
| F. C. Utrecht · Países Bajos | Total club    | Total club    | 4 | 0 | 1 | 0 | 0 | 0 | 5 | 0 |
| Total carrera | Total carrera | Total carrera | 4 | 0 | 1 | 0 | 1 | 0 | 6 | 0 |
| (1) Incluye datos de Premier League. (2) Incluye datos de Copa de la Liga, FA Cup y Community Shield. (3) Incluye datos de Liga de Campeones de la UEFA. |               |               |   |   |   |   |   |   |   |   |

## Palmarés

### Títulos nacionales
| Título          | Club                    | País       | Año  |
| --------------- | ----------------------- | ---------- | ---- |
| Copa de la Liga | Manchester United F. C. | Inglaterra | 2023 |